# Ruza Wenclawska
Ruza Wenclawska (Suwałki, 15 de diciembre de 1889 – 1977), también conocida como Rose Winslow y más tarde como Rose Lyons después de casarse, fue una sufragista polaco-americana, inspectora de fábricas y organizadora sindical. También trabajó como actriz y poetisa.

## Trayectoria
Nació en Suwałki, Polonia, y fue a los Estados Unidos con sus padres cuándo era una niña. Con once años, comenzó a trabajar en la industria de las medias en Pittsburgh. También trabajó como vendedora en Filadelfia, pero cuando tenía diecinueve años, contrajo tuberculosis y tuvo que dejar de trabajar durante dos años.
Wenclawska trabajó como inspectora de fábricas y organizadora sindical en la ciudad de Nueva York con la National Consumers' League y la National Women's Trade Union League. También dio discursos para el National Woman's Party (NWP). En 1914, Lucy Burns y ella fueron líderes de la campaña de la Congressional Union para el Sufragio de las Mujeres en California para instar a los votantes a oponerse a los candidatos demócratas en el Congreso.
Hizo un trabajo similar con otros organizadores en Wyoming durante las campañas electorales de 1916. En 1917, formó parte de las protestas de los Centinelas Silenciosos en la Casa Blanca, por las que cumplió condena en la cárcel del distrito y en el asilo Occoquan Workhouse. Mientras estaba en Occuquan, se puso en huelga de hambre y fue alimentada a la fuerza. Durante ese tiempo, envió cartas de contrabando a su esposo, Philip Lyons, y a sus amigos. Wenclawska  era también actriz y poeta. Murió en 1977.

## Legado
Fue interpretada por la actriz Vera Farmiga en la película Iron Jawed Angels de 2004.
En 2017, se publicó el libro Feminist Essays (Ensayos feministas) de Nancy Quinn Collins, dedicado a Wenclawska.